# Michael Shrieve

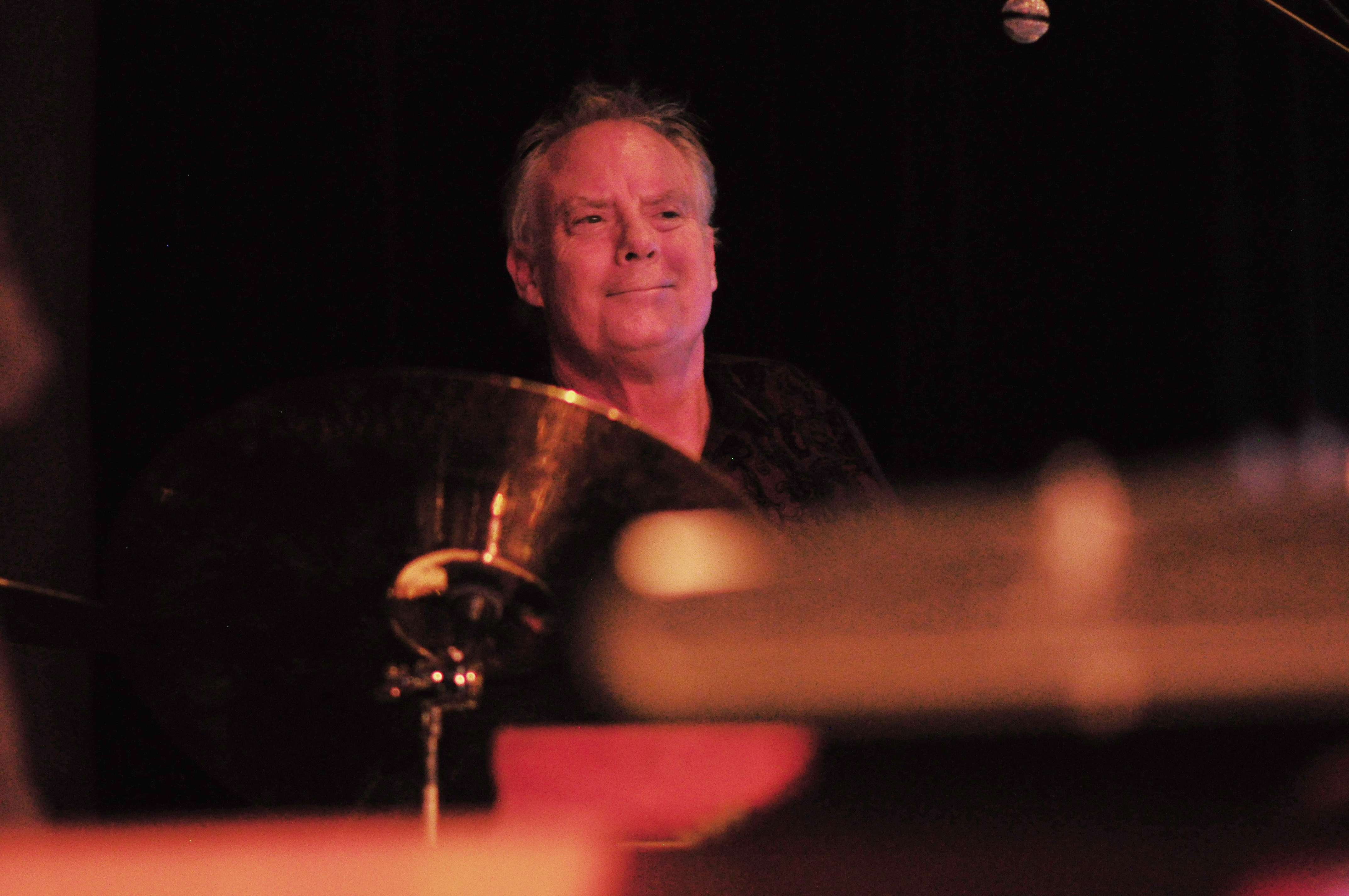
Michael Shrieve (2016)

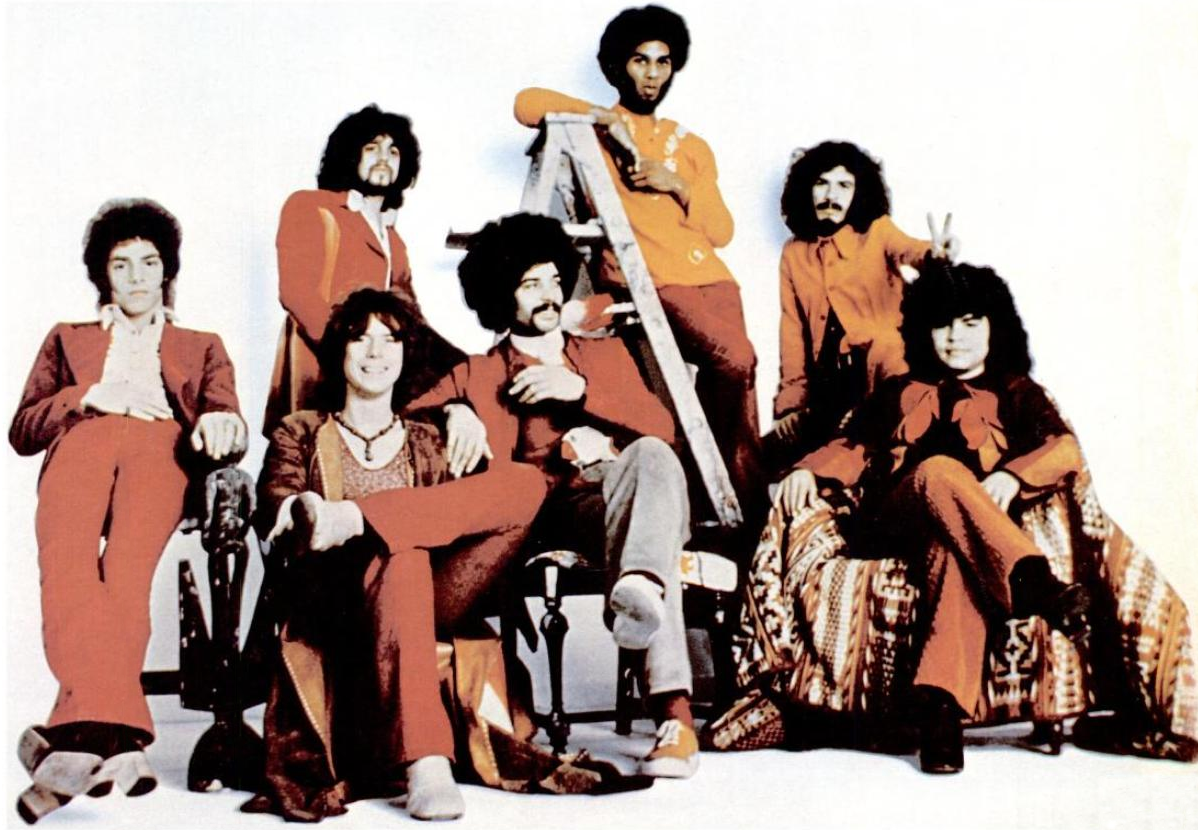
Santana mit Michael Shrieve (zweiter von links vorne, 1971)

Michael Shrieve (* 6. Juli 1949 in San Francisco, Kalifornien) ist ein US-amerikanischer Schlagzeuger, Perkussionist, Produzent und Komponist.

## Leben
Shrieve spielte in jungen Jahren in der Band von Carlos Santana und nahm im Alter von 20 Jahren als zweitjüngster Musiker (nach Jocko Marcellino (* 1950) von Sha Na Na) beim Woodstock-Festival teil. Im gleichnamigen Dokumentarfilm von Michael Wadleigh ist er mit einem mehrminütigen Schlagzeugsolo im Song Soul Sacrifice zu sehen, welches er ein Jahr später beim Tanglewood-Festival noch etwas ausbaute.
Er wandte sich Soloprojekten zu und arbeitete um 1976 mit dem Gitarristen Pat Thrall zusammen. In den Jahren 1979 bis 1984 war Michael Shrieve im Projekt Richard Wahnfried tätig, dahinter verbarg sich der deutsche Elektroniker Klaus Schulze.
Shrieve kooperierte mit Musikern verschiedener Stilrichtungen und spielte das Schlagzeug bei der ersten Solo-LP von Supertramp-Mitglied Roger Hodgson. Er arbeitete ebenfalls mit Andy Summers, Steve Roach, Stomu Yamashta, Marty Fogel, David Beal, Jonas Hellborg, Douglas September, Buckethead und Mick Jagger zusammen. Gemeinsam mit Patrick Gleeson schrieb er die Filmmusik für den Thriller Das Schlafzimmerfenster (1987).
Shrieve lebt in Seattle und Los Angeles. Er arbeitet unter anderem als musikalischer Leiter (Musical Director) der Seattler Theater Gruppe More Music @ The Moore.”
Die Zeitschrift Rolling Stone listete Shrieve im Jahr 2016 auf Rang 74 der 100 größten Schlagzeuger aller Zeiten.

## Diskographie (Auswahl)

### Schlagzeuger
- (1969) mit Santana – Santana (drums)
- (1970) mit Santana – Abraxas (drums)
- (1971) mit Santana – Santana III (drums)
- (1972) mit Santana – Caravanserai (drums)
- (1972) mit Azteca – Azteca (drums)
- (1972) mit Luis Gasca – For Those Who Chant (drums)
- (1973) mit Carlos Santana, Mahavishnu John McLaughlin – Love Devotion Surrender (drums)
- (1973) mit Santana – Welcome (drums)
- (1974) mit Santana – Lotus (drums)
- (1974) mit Santana – Borboletta (drums)
- (1976) mit Automatic Man
- (1976) mit Go/Stomu Yamashta
- (1979) mit Richard Wahnfried – Time Actor (percussion)
- (1980) mit The Rolling Stones – Emotional Rescue (percussion)
- (1980) mit Pat Travers Band – Crash and Burn (percussion)
- (1981) mit Novo Combo – Novo Combo (drums)
- (1981) mit The Rolling Stones – Tattoo You (percussion)
- (1981) mit Richard Wahnfried – Tonwelle (drums)
- (1982) mit Novo Combo – Animation Generation (drums)
- (1984) mit Richard Wahnfried – Megatone (percussion)
- (1984) mit Hagar Schon Aaronson Shrieve (HSAS) – Through the Fire (drums)
- (1984) mit Roger Hodgson – In the Eye of the Storm (drums)
- (1993) mit Jonas Hellborg und Buckethead – Octave of the Holy Innocents (drums)
- (1997) mit Abraxas Pool – Abraxas Pool (drums)
- (2002) mit Santana – Shaman (drums) (ein Musikstück)
- (2004) mit Revolution Void – Increase the Dosage (drums) (ein Musikstück)
- (2009) mit Santana – The Woodstock Experience (drums)
- (2016) mit Santana – Santana IV (drums)
- (2016) mit Santana – Santana IV Live At The House Of Blues, Las Vegas (drums)

### Komponist
- (1984) Transfer Station Blue (mit Kevin Shrieve & Klaus Schulze, aufgenommen 1979–83)
- (1989) The Big Picture (mit David Beal)
- (1989) Stiletto (mit Mark Isham, David Torn, Andy Summers, & Terje Gewelt)
- (1989) The Leaving Time (mit Steve Roach)
- (1993) Lincoln Logs (mit Bill Frisell & Wayne Horvitz)
- (1995) Two Doors (mit Jonas Hellborg & Shawn Lane)
- (2001) Fascination (mit Bill Frisell & Wayne Horvitz)
- (2005) Oracle (mit Amon Tobin)
- (2006) Drums of Compassion  (mit Jeff Greinke, Jack DeJohnette, Zakir Hussain, & Airto Moreira)

### Produzent
- (1998) Douglas September – Ten Bulls (Produzent)
- (2007) AriSawkaDoria – Chapter One (Co-Produzent)
- (2009) Sam Shrieve – „Bittersweet Lullabies“ (Produzent)